# Пионије Смирнски
Свети мученици Пионије и други с њим су хришћански светитељи. Пионије је био свештеник смирнски. Пострадао је у Смирни за време Децијевог гоњења. Осуђен је на распеће, чему се он веома радовао. И чим су војници склопили крст и положили по земљи, Пионије је сам легао на крст, испружио руке и заповедио војницима да му прикују ексере у руке. Крст је био усађен у земљу наопако, и под главом мучениковом наложена ватра. Било је много народа унаоколо. Пионије је затворио очи и у себи се молио Богу. Хрићани верују да му огањ чак ни косу није могао упалити. Када се најзад огањ угасио, и кад су сви мислели да је он мртав, Пионије је отворио очи и радосно узвикнуо. "Боже, прими дух мој!" и издахнуо. Овај светитељ написао је житије светог Поликарпа Смирнског. Пострадао је и прославио се 250. године.
Српска православна црква слави га 11. марта по црквеном, а 24. марта по грегоријанском календару.